# Kyle Edmund
Kyle Edmund (* 8. Januar 1995 in Johannesburg, Südafrika) ist ein britischer Tennisspieler.

## Karriere
Edmund konnte im Juniorenbereich zweimal ein Grand-Slam-Turnier gewinnen. Er siegte 2012 bei den US Open sowie 2013 bei den French Open, jeweils an der Seite des Portugiesen Frederico Ferreira Silva, in der Doppelkonkurrenz. Seit 2013 spielt er regelmäßig auf der ATP World Tour und gewann bei seinem zweiten Turnier sein erstes Spiel auf dieser Stufe. In Eastbourne besiegte er in seinem Auftaktspiel den Franzosen Kenny de Schepper in zwei Sätzen. In der zweiten Runde schied er gegen Gilles Simon aus. Für die Wimbledon Championships 2013 erhielt er von den Turnierverantwortlichen eine Wildcard sowohl für die Einzel- als auch für die Doppelkonkurrenz und trat somit zum ersten Mal beim Profiturnier eines Grand-Slams an. Im Einzel verlor er sein Erstrundenspiel gegen den Polen Jerzy Janowicz deutlich in drei Sätzen. Im Doppel spielte er an der Seite von Jamie Baker und schied ebenfalls in der ersten Runde deutlich in drei Sätzen aus.
Seinen bis dato größten Erfolg feierte Edmund 2018 bei den Australian Open, wo er nach einem Sieg über die Nummer drei der Setzliste, Grigor Dimitrow, das Halbfinale erreichte. Dort unterlag er Marin Čilić in drei Sätzen. Im April erreichte er in Marrakesch sein erstes Finale auf der World Tour, in dem er gegen Pablo Andújar mit 2:6, 2:6 verlor. Einen Monat später gewann er im Doppel seinen ersten Tour-Titel. An der Seite von Cameron Norrie bezwang er im Endspiel von Estoril Wesley Koolhof und Artem Sitak mit 6:4, 6:2. Im Oktober sicherte er sich dann auch im Einzel in Antwerpen seinen ersten ATP-Titel.
Sein Debüt für die britische Davis-Cup-Mannschaft gab er 2015 beim Finale gegen Belgien, das mit 3:1 für Großbritannien endete. Edmund verlor die Auftaktpartie gegen David Goffin in fünf Sätzen.

## Erfolge
| Legende (Anzahl der Siege)  |
| Grand Slam                  |
| ATP World Tour Finals       |
| ATP World Tour Masters 1000 |
| ATP World Tour 500          |
| ATP World Tour 250 (2)      |
| ATP Challenger Tour (6)     |

| ATP-Titel nach Belag |
| Hartplatz (2)        |
| Sand (0)             |
| Rasen (0)            |

### Einzel

#### Turniersiege

##### ATP World Tour
| Nr. | Datum            | Turnier       | Belag         | Finalgegner   | Ergebnis        |
| --- | ---------------- | ------------- | ------------- | ------------- | --------------- |
| 1.  | 21. Oktober 2018 | Antwerpen     | Hartplatz (i) | Gaël Monfils  | 3:6, 7:62, 7:64 |
| 2.  | 16. Februar 2020 | New York City | Hartplatz (i) | Andreas Seppi | 7:5, 6:1        |

##### ATP Challenger Tour
| Nr. | Datum             | Turnier      | Belag         | Finalgegner      | Ergebnis  |
| --- | ----------------- | ------------ | ------------- | ---------------- | --------- |
| 1.  | 1. Februar 2015   | Hongkong     | Hartplatz     | Tatsuma Itō      | 6:1, 6:2  |
| 2.  | 26. Juli 2015     | Binghamton   | Hartplatz     | Björn Fratangelo | 6:2, 6:3  |
| 3.  | 15. November 2015 | Buenos Aires | Sand          | Carlos Berlocq   | 6:0, 6:4  |
| 4.  | 6. Februar 2016   | Dallas       | Hartplatz (i) | Daniel Evans     | 6:3, 6:2  |
| 5.  | 7. Mai 2016       | Rom          | Sand          | Filip Krajinović | 7:62, 6:0 |
| 6.  | 3. März 2019      | Indian Wells | Hartplatz     | Andrei Rubljow   | 6:3, 6:2  |

#### Finalteilnahmen
| Nr. | Datum          | Turnier    | Belag | Finalgegner   | Ergebnis |
| --- | -------------- | ---------- | ----- | ------------- | -------- |
| 1.  | 15. April 2018 | Marrakesch | Sand  | Pablo Andújar | 2:6, 2:6 |

### Doppel

#### Turniersiege
| Nr. | Datum       | Turnier | Belag | Partner        | Finalgegner                | Ergebnis |
| --- | ----------- | ------- | ----- | -------------- | -------------------------- | -------- |
| 1.  | 6. Mai 2018 | Estoril | Sand  | Cameron Norrie | Wesley Koolhof Artem Sitak | 6:4, 6:2 |

## Abschneiden bei Grand-Slam-Turnieren

### Herreneinzel
| Turnier         | 2012 | 2013 | 2014 | 2015 | 2016 | 2017 | 2018 | 2019 | 2020 | 2021 | 2022 | 2023 | Karriere |
| --------------- | ---- | ---- | ---- | ---- | ---- | ---- | ---- | ---- | ---- | ---- | ---- | ---- | -------- |
| Australian Open | —    | —    | —    | 1    | 1    | 2    | HF   | 1    | 1    | —    | —    | 1    | HF       |
| French Open     | —    | —    | —    | 2    | 2    | 3    | 3    | 2    | —    | —    | —    | —    | 3        |
| Wimbledon       | Q2   | 1    | 1    | 1    | 1    | 2    | 3    | 2    |      | —    | —    | —    | 3        |
| US Open         | —    | —    | —    | Q3   | AF   | 3    | 1    | 1    | 2    | —    | 1    | —    | AF       |

Zeichenerklärung: S = Turniersieg; F, HF, VF, AF = Einzug ins Finale / Halbfinale / Viertelfinale / Achtelfinale; 1, 2, 3 = Ausscheiden in der 1. / 2. / 3. Hauptrunde; Q1, Q2, Q3 = Ausscheiden in der 1. / 2. / 3. Qualifikationsrunde; nicht ausgetragen

### Herrendoppel
| Turnier         | 2013 | 2014 | 2015 | 2016 | 2017 | Karriere |
| --------------- | ---- | ---- | ---- | ---- | ---- | -------- |
| Australian Open | —    | —    | —    | —    | —    | —        |
| French Open     | —    | —    | —    | —    | —    | —        |
| Wimbledon       | 1    | 1    | 1    | 1    | 1    | 1        |
| US Open         | —    | —    | —    | —    | —    | —        |

### Junioreneinzel
| Turnier         | 2010 | 2011 | 2012 | 2013 | Karriere |
| --------------- | ---- | ---- | ---- | ---- | -------- |
| Australian Open | —    | 1    | VF   | —    | VF       |
| French Open     | —    | 1    | VF   | VF   | VF       |
| Wimbledon       | 1    | 2    | 1    | HF   | HF       |
| US Open         | —    | HF   | AF   | —    | HF       |

### Juniorendoppel
| Turnier         | 2010 | 2011 | 2012 | 2013 | Karriere |
| --------------- | ---- | ---- | ---- | ---- | -------- |
| Australian Open | —    | AF   | 1    | —    | AF       |
| French Open     | —    | AF   | AF   | S    | S        |
| Wimbledon       | AF   | AF   | 1    | HF   | HF       |
| US Open         | —    | 1    | S    | —    | S        |